# Campeonato Nacional Torneo Educación 1930
Das Campeonato Nacional Torneo Educación 1930 war ein vom mexikanischenen Fußballverband organisiertes Sonderturnier, als in der Saison 1930/31 keine offizielle Meisterschaft der Primera Fuerza ausgetragen wurde. Das als „Nachwuchsmeisterschaft“ bezeichnete Turnier wurde trotz der Schirmherrschaft der Federación Mexicana de Fútbol Asociación nie als „offizielles“ Turnier anerkannt und hat daher nur einen „inoffiziellen“ Charakter.
Bei dem Turnier starteten zwei Auswahlmannschaften aus dem Distrito Federal (eine offizielle Stadtauswahl sowie eine Auswahl ausländischer Mannschaften, die sich aus den beiden „spanischen“ Hauptstadtvereinen Real Club España und CF Asturias zusammensetzte) sowie verschiedene Vereine aus den Bundesstaaten Guanajuato, Hidalgo, Jalisco, México, Tamaulipas und Veracruz.
Das Finale gewann die A.D.O. mit 2:1 gegen die Auswahlmannschaft des Distrito Federal mit folgender Mannschaft (in alphabetischer Reihenfolge): Luis Bautista, José Campos, Mario Campos, Ernesto García, Rodolfo Guzmán, Carlos Neumayer (Cap.), Dionisio Sánchez, Carlos Shaffer, Max Shaffer, Jorge Sota und Hernán Yañez; Trainer: Augusto Lartiga.